# ادو کیلی
ادو کیلی (به انگلیسی: Adu Kili) یک منطقهٔ مسکونی در پاکستان است که در مناطق قبیله‌ای فدرال واقع شده‌است. ادو کیلی ۱٬۶۳۶ متر بالاتر از سطح دریا واقع شده‌است.